# Janusz Lemański (polityk)
Janusz Lemański (ur. 1 grudnia 1950 w Krośnie) – polski polityk, działacz związkowy, poseł na Sejm II i III kadencji.

## Życiorys
Ukończył w 1969 technikum rolnicze. Etatowy działacz związkowy, na początku lat 90. został przewodniczącym Niezależnego Samorządnego Związku Zawodowego Pracowników Huty im. Tadeusza Sendzimira (później działającego pod nazwą NSZZ Pracowników Polskich Hut Stali).
Pełnił funkcję posła II kadencji, wybranego w okręgu krakowskim z listy Sojuszu Lewicy Demokratycznej. W sierpniu 2001 objął mandat posła III kadencji, zastępując zmarłego Andrzeja Urbańczyka. W wyborach w następnym miesiącu nie kandydował. Należał do Ruchu Ludzi Pracy, następnie wstąpił do SLD.
Otrzymał Złoty Krzyż Zasługi (1997) oraz Krzyż Kawalerski Orderu Odrodzenia Polski (2004).